# Épistémologie de la logique
L’épistémologie de la logique est la branche de l’épistémologie qui s’intéresse à la logique en tant que science pour déterminer : 
- son objet : principes, concepts fondamentaux, théories et résultats ;
- ses moyens : modes de construction de nouvelles connaissances, processus d’inférence et d’émergence de nouveaux concepts, éléments à l’origine de ses évolutions ;
- son évolution : fondements, origine, portée objective[1].

Selon Jean-Louis Le Moigne, l’épistémologie de la logique cherche à répondre à plusieurs questions : 
- À quoi s'intéresse la logique : question gnoséologique ou principale.
- Comment la logique procède-t-elle pour connaître son objet et valider ses résultats : question méthodologique.

Ces questions sont également abordées par d’autres disciplines :
- L’épistémologie génétique de la logique et l’histoire de la logique tentent de comprendre comment la logique évolue .
- L’ontologie de la logique tente de déterminer ce qui est de la logique et ce qui n’est pas de la logique.

## Objets de la logique
La logique (du grec  λόγος, logos),  signifiant à la fois raison, langage, et raisonnement, est dans une première approche l'étude des règles formelles que doit respecter toute argumentation correcte. Le raisonnement, la construction de démonstration, de preuves sont donc les objets premiers de la logique. Les termes d'inférence ou de déduction sont également régulièrement utilisés. Selon l'objet de ces raisonnements plusieurs logiques sont donc apparues, :
- la logique des propositions (aussi appelée calcul des propositions)
- la logique des prédicats
- les logiques d'ordre supérieur

Selon les formes de raisonnement :
- la logique classique
- la logique intuitionniste (rejet des démonstrations utilisant le principe du tiers exclu, ou des raisonnements par l'absurde)
- les logiques paraconsistantes (abandon du principe de non-contradiction)

Par extension, les preuves étant des preuves de ce qui est vrai, la logique s'intéresse à la notion de vérité. Ainsi, différentes variations sur la notion de vérité ont introduit différentes logiques  cherchant à capter au plus près les différentes qualités d'une proposition. Ici quelques logiques dites « non classiques » :
- logiques modales,
- logiques temporelles,
- logiques épistémiques,
- logiques déontiques

Une réflexion sur la langue est également présente en logique (λόγος en grec signifie aussi verbe, langue). Sont visées, la langue scientifique elle-même (voir les travaux de Boole et de Frege, par exemple), et la langue naturelle (voir les travaux en linguistique) avec des problématiques liées au couple syntaxe/sémantique.

## Moyens de la logique
Par certains côtés, comme science formelle, la logique avance par pures constructions intellectuelles cherchant la cohérence, l'efficacité, l'élégance de ses productions,. Dans ce cadre, les paradoxes logiques sont des failles du modèle (des obstacles épistémologiques à dépasser), a contrario la recherche d'une forme de complétude de la démarche ou du système logique produit est un objectif à atteindre. Cependant, les résultats d'incomplétude de Gödel ont limité ces derniers objectifs de recherche de complétude (en particulier le programme d'Hilbert).
Le raisonnement étant une activité humaine naturelle, un critère d'évaluation d'une logique est donné par comparaison avec l'intuition humaine de ce que peut être un raisonnement juste. Il n'y a pas pour autant de confrontation avec un réel comme en physique ou dans les sciences expérimentales, car les raisonnements humains ont une part humaine bien trop importante. (voir intelligence artificielle)

## Résultats de la logique
Pour démontrer un résultat la logique a élaboré de nombreuses méthodes :
- méthode des tableaux
- méthode axiomatique
- déduction naturelle
- méthode des séquents
- méthode des connexions
- méthode des consensus
- méthode de réduction à la forme normale
- méthode de résolution

De nombreuses logiques ont été isolées, avec leurs qualités, :
- la logique des propositions (avec de nombreuses méthodes de validation des raisonnements produits)
- la logique des prédicats (dont Gödel a démontré la complétude)
- les logiques d'ordre supérieur (équivalentes entre elles)

Cependant, l'un des résultats les plus connus de la logique formalisée est un résultat négatif : c'est le théorème d'incomplétude de Gödel, qui affirme que n'importe quel système logique suffisamment puissant pour décrire l'arithmétique des entiers admet des propositions sur les nombres entiers ne pouvant être ni infirmées ni confirmées à partir des axiomes de la théorie.